# Lake Joyce
Lake Joyce är en sjö i Antarktis. Den ligger i Östantarktis. Nya Zeeland gör anspråk på området. Lake Joyce ligger 777 meter över havet.